# Regla de Hund

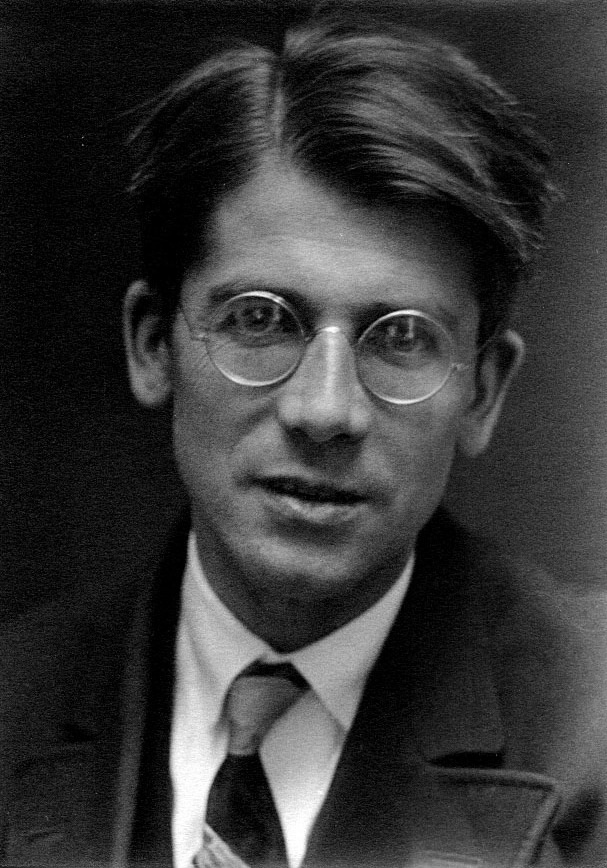
Friedrich Hund

La regla de Hund es un principio empírico de 3 reglas  formulado en 1927 por el físico alemán Friedrich Hund (1896-1997) a partir del estudio de los espectros atómicos y la distribución de elementos en la tabla periódica. La regla se enuncia como sigue:

Al llenar orbitales de igual energía (los tres orbitales p, los cinco d, o los siete f) los electrones se distribuyen, siempre que sea posible, con sus espines paralelos, llenando los orbitales con la multiplicidad mayor. La configuración atómica es más estable (es decir, tiene menos energía) cuanto más electrones desapareados (espines paralelos) posee.

También se denomina así a la numeración lógica de la multiplicidad de Hund.

Cuando varios electrones están descritos por orbitales degenerados, la mayor estabilidad energética es aquella en donde los espines electrónicos están desapareados (correlación de espines).

Los electrones se sitúan dentro de orbitales con la misma energía de manera que estén desapareados al máximo.
En física atómica, las reglas de Hund se refieren a un conjunto de reglas simples utilizadas para determinar cual es el estado espectroscópico fundamental del átomo estudiado.
Las tres reglas son:
1. para una configuración electrónica dada, el término de menor energía es aquel que tenga el mayor espín total (St);
2. para un espín total dado, el término de más baja energía es aquel que tiene el número L más grande;
3. para un término de espectroscopia dado, en un átomo teniendo su capa externa medio llena o menos, el nivel de menor energía será el que tenga el menor número J posible. En un átomo que tenga su capa externa más que medio llena, el nivel de menor energía es aquel que tenga el mayor número J posible.

Estas reglas permiten encontrar de una manera sencilla el término fundamental de espectroscopia.
Para comprender la regla de Hund, hay que saber que todos los orbitales en una subcapa deben estar ocupados por lo menos por un electrón y deben ser apareables antes de que se le asigne un segundo. Es decir, todos los orbitales deben estar llenos y todos los electrones en paralelo antes de que un orbital gane un segundo electrón. Y cuando un orbital gana un segundo electrón, este deberá estar apareado del primero (espines opuestos o antiparalelos). Por ejemplo:
3 electrones en el orbital 2p;   px1 py1 pz1 (vs) px2 py1 pz0
(px2 py1 pz0 = px0 py1 pz2 = px1 py0 pz2= px2 py0 pz1=....)
Así, los electrones en un átomo son asignados progresivamente, usando una configuración ordenada con el fin de asumir las condiciones energéticas más estables. El principio de Aufbau explica las reglas para llenar orbitales de manera que no se viole la Regla de Hund.
También se puede expresar de otra forma constructiva:<Al existir orbitales equivalentes, primero se completa con electrones el máximo posible de los mismos y luego se aparean los electrones que se siguen agregando>.
La regla de Hund complementa al principio de exclusión de Pauli permitiendo la dilucidación absoluta de la estructura electrónica de los átomos.